# 能取岬灯台
能取岬灯台（のとろみさきとうだい）は、北海道網走市美岬のオホーツク海に突き出た能取岬に立つ、八角形の洋風黒白灯台である。灯台の八角形の外観は、フランスの技師レオンス・ヴェルニーが設計した江戸条約の灯台の影響を受けたとされる。

## 歴史
大正時代初期、逓信省の航路標識事業として当時の航路標識管理所により建設され、1917年（大正6年）10月1日に初点灯されるとともに、霧信号業務を開始。1948年（昭和23年）までは宿舎に灯台守が家族とともに住んでいたが、その後は網走市内の事務所より6日目毎に2名が交代で勤務していた。また、冬季の2-3月は、流氷により航行が途絶えることから業務を休止した。灯台には霧信号所も設置されていた。
- 1966年（昭和41年） - 光源を灯油から電球に変更[3]。
- 1980年（昭和55年）4月 - 無人化[3]。
- 1989年（平成元年） - 霧信号業務廃止[6]。
- 1996年（平成8年） - 電源を太陽電池に変更[3]。
- 2017年（平成29年）9月 - 改修[8]。

## 地理
能取岬はオホーツク海に面した標高約42メートルの海岸段丘であり、灯台はその突端に位置する。周辺一帯は「網走市営美岬牧場」となり、5月-10月頃には牛馬が放牧される。

## アクセス
JR 石北本線 / 釧網本線 網走駅から車で20分。